# Oleksandr Kornijtschuk

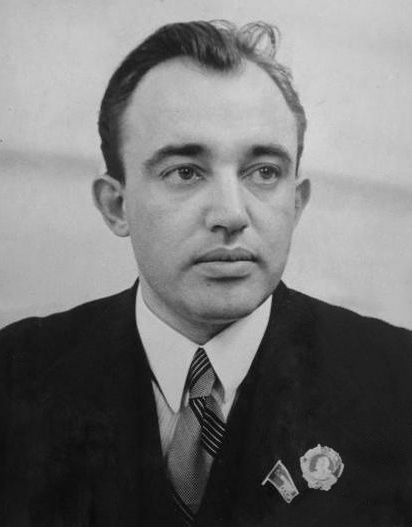
Oleksandr Kornijtschuk 1940

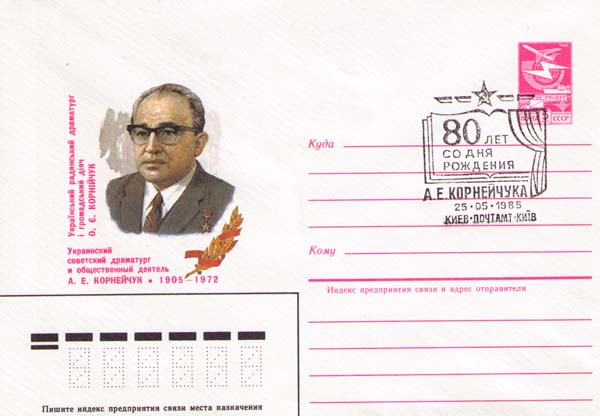
Briefumschlag mit dem Bild Kornijtschuks

Oleksandr Jewdokymowytsch Kornijtschuk (ukrainisch Олександр Євдокимович Корнійчук; russisch Александр Евдокимович Корнейчук; * 25. Mai 1905 in Christinowka, Gouvernement Kiew, Russisches Kaiserreich; † 14. Mai 1972 in Kiew, Ukrainische SSR) war ein sowjetischer Publizist, Autor, Essayist und Politiker. Von März bis Juli 1944 war er kurzzeitig Außenminister der Ukrainischen SSR.

## Leben
Im Alter von 20 Jahren begann Kornijtschuk, erste Kurzgeschichten zu verfassen und schrieb im Jahr 1928 sein erstes Theaterstück. Außerdem ist er der Verfasser zahlreicher weiterer literarischer Werke und Drehbücher, die dem sozialistischen Realismus zuzuordnen sind und teilweise der politischen Propaganda dienten. 1929 beendete er sein Studium an der Fakultät für Literatur des Kiewer Instituts für Nationale Bildung (heute Nationale Taras-Schewtschenko-Universität Kiew). 1940 wurde er Mitglied der KPdSU. Von 1938 bis 1941 und 1946 bis 1953 war er Vorsitzender des ukrainischen Schriftstellerverbandes.
Von 1939 an war er Mitglied der Akademie der Wissenschaften der Ukrainischen SSR. 1943 wurde er zum Mitglied der Akademie der Wissenschaften der UdSSR gewählt. Während des Zweiten Weltkriegs diente er in der Roten Armee  als Leiter einer Propagandaabteilung, die für die Herausgabe von Frontzeitungen verantwortlich war. Von 1947 bis 1953 war er Vorsitzender des Obersten Sowjet der Ukrainischen SSR (Werchowna Rada). 1949 wurde er Mitglied des Zentralkomitees der Kommunistischen Partei der Ukraine und 1952 des Zentralkomitees der KPdSU. 1950 wurde er Mitglied und 1959 Mitglied des Präsidiums des Weltfriedensrats.
Er erhielt zahlreiche staatliche Auszeichnungen, so 1960 den Internationalen Lenin-Friedenspreis, 1967 den Titel Held der sozialistischen Arbeit und 1971 den Taras-Schewtschenko-Preis.
Er starb 66-jährig in Kiew und wurde auf dem Baikowe-Friedhof bestattet.

## Nachwirkung

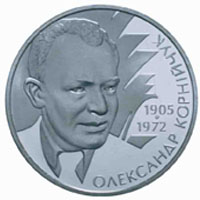
Ukrainische 2-Griwna-Münze von 2005 (Revers) zum 100. Geburtstag Oleksandr Kornijtschuks

In Kiew waren von 1973 bis 1992 der Kornijtschuk-Prospekt (ukrainisch проспект Олександра Корнійчука, heute Оболонський проспект / Obolonskyj-Prospekt) sowie die am 19. Dezember 1980 eröffnete gleichnamige Metrostation (seit 19. Oktober 1990 Оболон / Obolon) nach ihm benannt.

## Familie
Oleksandr Kornijtschuk war der Schwager des Schriftstellers Natan Rybak und der dritte Ehemann der polnisch-sowjetischen Politikerin und Schriftstellerin Wanda Wasilewska.

## Werke (Auswahl)
- 1934: russisch Гибель эскадры Zerstörung des Squadron
- 1946: russisch Партизаны в степях Украины Partisanen in den Steppen der Ukraine
- 1949: Grube Stern, deutsche UA: November 1949 im  Städtischen Theater Chemnitz[8]
- 1950: Das Holunderwäldchen, UA: Juni 1950 im Maly-Theater Moskau[9]
- 1955: Vertrauen[10]
- 1956: russisch Сочинения в трех томах Werke in drei Bänden[11]